# Campeonato Mundial de 49er
El Campeonato Mundial de 49er es la máxima competición internacional de las clases de vela 49er (hombres) y 49erFX (mujeres). Se realiza anualmente desde 1997 bajo la organización de la Federación Internacional de Vela (ISAF). La clase 49er, abierta para regatistas de ambos sexos hasta 2012, es una clase olímpica desde los Juegos Olímpicos de Sídney 2000; la clase femenina 49erFX es olímpica desde Río de Janeiro 2016.

## Palmarés

### Masculino (49er)
| Núm.   | Año  | Sede                          | Oro                                                  | Plata                                               | Bronce                                          |
| ------ | ---- | ----------------------------- | ---------------------------------------------------- | --------------------------------------------------- | ----------------------------------------------- |
| I      | 1997 | Perth ( Australia)            | Christopher Nicholson Daniel Phillips Australia      | Jonathan McKee Charles McKee Estados Unidos         | Morgan Larson Kevin Hall Estados Unidos         |
| II     | 1998 | Bandol ( Francia)             | Christopher Nicholson Daniel Phillips Australia      | Andrew Budgen Ian Budgen Reino Unido                | Morgan Larson Kevin Hall Estados Unidos         |
| III    | 1999 | Melbourne ( Australia)        | Christopher Nicholson Edward Smyth Australia         | Adam Beashel Teague Czislowski Australia            | Morgan Larson Kevin Hall Estados Unidos         |
| IV     | 2000 | Guaymas · ( México)           | Santiago López-Vázquez · Javier de la Plaza · España | Marcus Baur · Philip Barth · Alemania               | Thomas Johanson · Jyrki Järvi · Finlandia       |
| V      | 2001 | Malcesine · ( Italia)         | Jonathan McKee Charles McKee Estados Unidos          | Iker Martínez · Xabier Fernández · España           | Rodion Luka · Heorhi Leonchuk · Ucrania         |
| VI     | 2002 | Kaneohe ( Estados Unidos)     | Iker Martínez · Xabier Fernández · España            | Christopher Draper Simon Hiscocks Reino Unido       | Paul Brotherton Mark Asquith Reino Unido        |
| VII    | 2003 | Cádiz · ( España)             | Christopher Draper Simon Hiscocks Reino Unido        | Christoffer Sundby · Frode Bovim · Noruega          | Rodion Luka · Heorhi Leonchuk · Ucrania         |
| VIII   | 2004 | Atenas · ( Grecia)            | Iker Martínez · Xabier Fernández · España            | Christopher Draper Simon Hiscocks Reino Unido       | Marcus Baur · Max Groy · Alemania               |
| IX     | 2005 | Moscú · ( Rusia)              | Rodion Luka · Heorhi Leonchuk · Ucrania              | Christopher Draper Simon Hiscocks Reino Unido       | Pietro Sibello · Gianfranco Sibello · Italia    |
| X      | 2006 | Aix-les-Bains ( Francia)      | Christopher Draper Simon Hiscocks Reino Unido        | Athanasios Pajumas · Athanasios Siuzios · Grecia    | Stephen Morrison Ben Rhodes Reino Unido         |
| XI     | 2007 | Cascaes ( Portugal)           | Stephen Morrison Ben Rhodes Reino Unido              | Nico Delle Karth · Nikolaus Resch · Austria         | Nathan Outteridge Ben Austin Australia          |
| XII    | 2008 | Melbourne ( Australia)        | Nathan Outteridge Ben Austin Australia               | Stephen Morrison Ben Rhodes Reino Unido             | Rodion Luka · Heorhi Leonchuk · Ucrania         |
| XIII   | 2009 | Riva del Garda · ( Italia)    | Nathan Outteridge Iain Jensen Australia              | John Pink Richard Peacock Reino Unido               | Pietro Sibello · Gianfranco Sibello · Italia    |
| XIV    | 2010 | Freeport ( Bahamas)           | Iker Martínez · Xabier Fernández · España            | Nathan Outteridge Iain Jensen Australia             | Pietro Sibello · Gianfranco Sibello · Italia    |
| XV     | 2011 | Perth ( Australia)            | Nathan Outteridge Iain Jensen Australia              | Peter Burling Blair Tuke Nueva Zelanda              | Emil Toft Nielsen Simon Toft Nielsen Dinamarca  |
| XVI    | 2012 | Zadar · ( Croacia)            | Nathan Outteridge Iain Jensen Australia              | Peter Burling Blair Tuke Nueva Zelanda              | Allan Nørregaard Peter Lang Dinamarca           |
| XVII   | 2013 | Marsella ( Francia)           | Peter Burling Blair Tuke Nueva Zelanda               | Marcus Hansen Josh Porebski Nueva Zelanda           | Emmanuel Dyen Stéphane Christidis Francia       |
| XVIII  | 2014 | Santander · ( España)         | Peter Burling Blair Tuke Nueva Zelanda               | Jonas Warrer Anders Thomsen Dinamarca               | Nathan Outteridge Iain Jensen Australia         |
| XIX    | 2015 | Buenos Aires ( Argentina)     | Peter Burling Blair Tuke Nueva Zelanda               | Nathan Outteridge Iain Jensen Australia             | Arturo Alonso · Federico Alonso · España        |
| XX     | 2016 | Clearwater ( Estados Unidos)  | Peter Burling Blair Tuke Nueva Zelanda               | Nico Delle Karth · Nikolaus Resch · Austria         | Dylan Fletcher-Scott Alain Sign Reino Unido     |
| XXI    | 2017 | Matosinhos ( Portugal)        | Dylan Fletcher-Scott Stuart Bithell Reino Unido      | James Peters Fynn Sterritt Reino Unido              | Benjamin Bildstein · David Hussl · Austria      |
| XXII   | 2018 | Aarhus ( Dinamarca)           | Šime Fantela · Mihovil Fantela · Croacia             | Mathieu Frei Noé Delpech Francia                    | Tim Fischer · Fabian Graf · Alemania            |
| XXIII  | 2019 | Auckland ( Nueva Zelanda)     | Peter Burling Blair Tuke Nueva Zelanda               | Erik Heil · Thomas Plößel · Alemania                | Dylan Fletcher-Scott Stuart Bithell Reino Unido |
| XXIV   | 2020 | Geelong ( Australia)          | Peter Burling Blair Tuke Nueva Zelanda               | Diego Botín · Iago López · España                   | Erik Heil · Thomas Plößel · Alemania            |
| XXV    | 2021 | Al Musanah ( Omán)            | Bart Lambriex · Floris van de Werken · Países Bajos  | Tim Fischer · Fabian Graf · Alemania                | Frederik Rask Jakob Precht Jensen Dinamarca     |
| XXVI   | 2022 | St. Margarets Bay · ( Canadá) | Bart Lambriex · Floris van de Werken · Países Bajos  | Diego Botín · Florian Trittel · España              | Šime Fantela · Mihovil Fantela · Croacia        |
| XXVII  | 2023 | La Haya · ( Países Bajos)     | Bart Lambriex · Floris van de Werken · Países Bajos  | Sébastien Schneiter · Arno de Planta · Suiza        | Diego Botín · Florian Trittel · España          |
| XXVIII | 2024 | Lanzarote · ( España)         | Erwan Fischer Clément Pequin Francia                 | Bart Lambriex · Floris van de Werken · Países Bajos | Diego Botín · Florian Trittel · España          |

1. 1 2 3 4 5 6  Celebrado en el Campeonato Mundial de Vela.

### Femenino (49er FX)
| Núm.   | Año  | Sede                          | Oro                                               | Plata                                            | Bronce                                           |
| ------ | ---- | ----------------------------- | ------------------------------------------------- | ------------------------------------------------ | ------------------------------------------------ |
| I-XVI  | –    | –                             | No realizados                                     | No realizados                                    | No realizados                                    |
| XVII   | 2013 | Marsella ( Francia)           | Alexandra Maloney Molly Meech Nueva Zelanda       | Martine Grael · Kahena Kunze · Brasil            | Sarah Steyaert Julie Bossard Francia             |
| XVIII  | 2014 | Santander · ( España)         | Martine Grael · Kahena Kunze · Brasil             | Ida Baad Nielsen Marie Thusgaard Olsen Dinamarca | Giulia Conti · Francesca Clapcich · Italia       |
| XIX    | 2015 | Buenos Aires ( Argentina)     | Giulia Conti · Francesca Clapcich · Italia        | Martine Grael · Kahena Kunze · Brasil            | Ida Baad Nielsen Marie Thusgaard Olsen Dinamarca |
| XX     | 2016 | Clearwater ( Estados Unidos)  | Támara Echegoyen · Berta Betanzos · España        | Maiken Foght Schütt Anne-Julie Schütt Dinamarca  | Victoria Jurczok · Anika Lorenz · Alemania       |
| XXI    | 2017 | Matosinhos ( Portugal)        | Jena Hansen Katja Salskov-Iversen Dinamarca       | Martine Grael · Kahena Kunze · Brasil            | Alexandra Maloney Molly Meech Nueva Zelanda      |
| XXII   | 2018 | Aarhus ( Dinamarca)           | Annemiek Bekkering · Annette Duetz · Países Bajos | Tanja Frank · Lorena Abicht · Austria            | Sophie Weguelin Sophie Ainsworth Reino Unido     |
| XXIII  | 2019 | Auckland ( Nueva Zelanda)     | Annemiek Bekkering · Annette Duetz · Países Bajos | Martine Grael · Kahena Kunze · Brasil            | Ida Baad Nielsen Marie Thusgaard Olsen Dinamarca |
| XXIV   | 2020 | Geelong ( Australia)          | Támara Echegoyen · Paula Barceló · España         | Charlotte Dobson Saskia Tidey Reino Unido        | Stephanie Roble Maggie Shea Estados Unidos       |
| XXV    | 2021 | Al Musanah ( Omán)            | Odile van Aanholt · Elise Ruyter · Países Bajos   | Helene Næss · Marie Rønningen · Noruega          | Martine Grael · Kahena Kunze · Brasil            |
| XXVI   | 2022 | St. Margarets Bay · ( Canadá) | Odile van Aanholt · Annette Duetz · Países Bajos  | Vilma Bobeck · Rebecca Netzler · Suecia          | Támara Echegoyen · Paula Barceló · España        |
| XXVII  | 2023 | La Haya · ( Países Bajos)     | Vilma Bobeck · Rebecca Netzler · Suecia           | Odile van Aanholt · Annette Duetz · Países Bajos | Olivia Price Evie Haseldine Australia            |
| XXVIII | 2024 | Lanzarote · ( España)         | Odile van Aanholt · Annette Duetz · Países Bajos  | Vilma Bobeck · Rebecca Netzler · Suecia          | Jana Germani · Giorgia Bertuzzi · Italia         |

1. 1 2 3  Celebrado en el Campeonato Mundial de Vela.

## Medallero histórico total
- Actualizado a Lanzarote 2024.

| Núm. | País           | Oro | Plata | Bronce | Total |
| ---- | -------------- | --- | ----- | ------ | ----- |
| 1    | Países Bajos   | 8   | 2     | 0      | 10    |
| 2    | Australia      | 7   | 3     | 4      | 14    |
| 3    | Nueva Zelanda  | 7   | 3     | 1      | 11    |
| 4    | España         | 6   | 3     | 4      | 13    |
| 5    | Reino Unido    | 4   | 8     | 5      | 17    |
| 6    | Dinamarca      | 1   | 4     | 5      | 10    |
| 7    | Brasil         | 1   | 4     | 1      | 6     |
| 8    | Suecia         | 1   | 2     | 0      | 3     |
| 9    | Estados Unidos | 1   | 1     | 4      | 6     |
| 10   | Francia        | 1   | 1     | 2      | 4     |
| 11   | Italia         | 1   | 0     | 5      | 6     |
| 12   | Ucrania        | 1   | 0     | 3      | 4     |
| 13   | Croacia        | 1   | 0     | 1      | 2     |
| 14   | Austria        | 0   | 3     | 1      | 4     |
| 15   | Alemania       | 0   | 2     | 4      | 6     |
| 16   | Noruega        | 0   | 2     | 0      | 2     |
| 17   | Grecia         | 0   | 1     | 0      | 1     |
| 17   | Suiza          | 0   | 1     | 0      | 1     |
|      | TOTAL          | 40  | 40    | 40     | 120   |